# 1621 au théâtre
| Années du théâtre : 1618 - 1619 - 1620 - 1621 - 1622 - 1623 - 1624    |
| Décennies du théâtre : 1590 - 1600 - 1610 - 1620 - 1630 - 1640 - 1650 |

## Événements
- 9 décembre Le Théâtre de la Fortune à Londres, en bois avec des fondations en briques, de forme carrée, où joue la troupe de l'Amiral, est détruit de fond en comble par un incendie ; la troupe y perd son fonds de pièces manuscrites et de costumes. Le propriétaire, l'acteur Edward Alleyn, le fait rebâtir immédiatement, entièrement en briques et sous la forme cylindrique classique des théâtres londoniens[1].

## Pièces de théâtre publiées
- The Witch of Edmonton, tragédie de William Rowley, Thomas Dekker et John Ford, est enregistrée au Registre des Libraires ; elle sera publiée en 1658.
- Guillén de Castro, Primera parte de las comedias, Valence, Felipe Mey (Lire sur gallica).

comprend : El Perfeto cavallero ; El Conde Alarcos ; La Humildad soberviá ; Don Quixote de la Mancha ; Las Mocedades del Cid, I ; Segunda de las Hazañas del Cid ; El Desengaño dichoso ; El Conde Dirlos ; Los Mal casados de Valencia ; El Nacimiento de Montesinos ; El Curioso impertinente ; La de Progne y Filomena.

## Pièces de théâtre représentées
- 3 août : The Gypsies Metamorphosed, masque écrit par Ben Jonson, musique composée par Nicholas Lanier, à Burley, dans la résidence de George Villiers, duc de Buckingham.
- Entre 1621 et 1623 : Les Amours tragiques de Pyrame et Thisbé, tragédie de Théophile de Viau, publiée en 1623[2].

## Naissances
- 25 avril : Roger Boyle, 1er comte d'Orrery, homme d'État et dramaturge britannique, mort le 16 octobre 1679.

## Décès
- 7 octobre : Antoine de Montchrestien, poète, dramaturge et économiste français, né en 1575.
- 12 octobre : Pierre Matthieu, poète et dramaturge comtois, né le 10 décembre 1563.
- Date précise non connue :
  - Jean Behourt, grammairien et dramaturge français, né avant 1550.
  - Ludwig Hollonius (de), dramaturge allemand, né vers 1570.